# Enoch Mgijima
Enoch Josiah Mgijima (Sudafrica, 1868 – 3 maggio 1928) è stato un profeta sudafricano.
In seguito a una visione, fondò verso il 1920 un movimento religioso indipendentista, a Bullboek, presso Queenstown. Il movimento, che si ispirava alla predicazione dei testimoni di Geova, contrapponeva forme e principii dell'Antico Testamento, rielaborati in senso indigenista, al Cristianesimo professato dai bianchi; gli adepti pertanto vollero chiamarsi “israeliti”. Il movimento di Mgijima fu avversato dal governo sudafricano, il villaggio di Bullboek venne distrutto e fu fatta una strage di “israeliti” nel 1921. Il grave incidente tuttavia portò il governo a rivedere la sua politica nei riguardi delle nuove religioni indigene che più tardi vennero, entro certi limiti, riconosciute ufficialmente.